# Вербанија
Вербанија (итал. Verbania) је важан град у северној Италији. Град је средиште округа Вербано-Кузио-Осола у оквиру италијанске покрајине Пијемонт.
Град Вербанија је познат као важно туристичко одредиште на веома привлачном језеру Мађоре.

## Природне одлике
Град Вербанија налази се у области Пијемонтских Алпа, на 150 км североисточно од Торина. Град се налази на западној страни великог италијанског језера Мађоре. Изнад града стрмо се издижу Алпи.

## Становништво
Према резултатима пописа становништва 2011. у општини је живело 30.332 становника.
| 1931.  | 1936.  | 1951.  | 1961.  | 1971.  | 1981.  | 1991.  | 2001.  | 2011.  |
| ------ | ------ | ------ | ------ | ------ | ------ | ------ | ------ | ------ |
| 22.315 | 21.753 | 26.003 | 29.810 | 34.749 | 32.744 | 30.517 | 30.128 | 30.332 |

Вербанија данас има преко 30.000 становника, махом Италијана. Током протеклих деценија у град се доселило много досељеника из иностранства, највише са Балкана.

## Партнерски градови
- Бур де Пеаж
- Цриквеница
- East Grinstead
- Минделхајм
- Пјатра Њамц
- Sant Feliu de Guíxols
- Швац
- Спинацола

## Галерија
- Градска кућа
- Једна од градских цркава
- Кеј уз језеро
- Градски трг